# Валенсия (Филиппины)

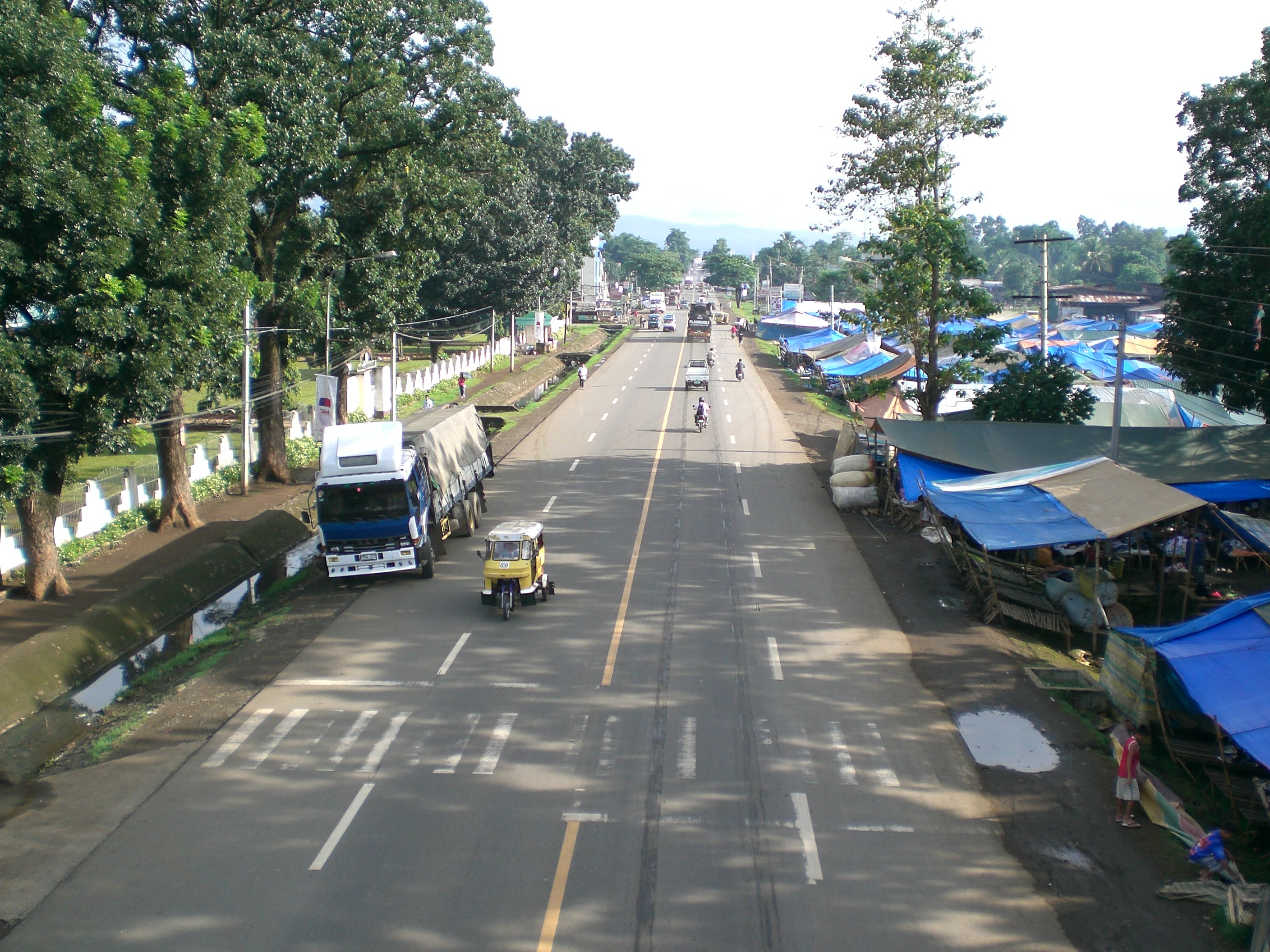
Дорога на Малайбалай

Валенсия — город на Филиппинах, в провинции Букиднон. Численность населения — 162 745 жителей (2007). Площадь — 621,63 кв.км.

## История
Первые поселенцы местности, где впоследствии возник город, были аборигены племени букиднон. Возглавлял племя в тот период вождь Себастьян Манангкила. Первоначально было построено поселение вдоль берегов реки Пуланги (Минданао). Название поселения, Панлибатухан, произошло от местного выражения «пангиохан хо кайю ха малибато»(язык бинукид), которое можно понять, как «место добычи дерева малибато, или место, покрытое зарослями малибато». Малибато — местное название одной из наиболее твердых древесных пород, идущей на строительство домов.
В 1911 г. здесь была построена первая школа. Поселение входило сперва в состав муниципалитета Малайбалай, затем было преобразовано в отдельный муниципалитет и город, которому было дано название Валенсия.
Богатые природные ресурсы привлекали сюда многих переселенцев из других областей Филиппинского архипелага. первые поселения иммигрантов появились в 1930-е годы. Затем число иммигрантов начало расти с 1960 до 1975 г. За этот период население города возросло в 4,4 раза, или 13,9 до 64,5 тыс. чел. В 1961 г. Валенсия получила статус крупного города (city).

## Природные условия
Валенсия расположена в центре о. Минданао. С севера город граничит с муниципалитетом Лантапан и городом Малайбалай, на юге — с муниципалитетами Марамаг и Кесон, на востоке — с муниципалитетами Пангантукан и Талакаг. До порта Кагаян-де-Оро от Валенсии — 118 км, до Давао — 169 км, до Котабато — 234 км. Территория города расположена в среднем на высоте 373 м над уровнем моря. Климат -более сухой, чем в других районах, среднемесячное количество осадков — 190 мм. Дождливый сезон — с июля по декабрь. Наиболее дождливый месяц — январь. Город лежит вне зоны действия тайфунов.
Почвы преобладают глинистые.

## Экономика
В Валенсии 2 566 деловых учреждений, представлено 13 банков, 20 инвестиционных компаний, а также есть крупные и мелкие торговые предприятия, рынки, гостиницы, спортивные центры, места отдыха и т. д. Город обеспечен средствами наземного транспорта.
Образовательные учреждения — Технологичесикий институт Св. Августина, 7 колледжей.

## Туризм
Валенсия обладает богатыми ресурсами для развития туризма. Это и реки, и водопады, и озеро Апо. Берега реки Пуланги — отличное место для рыбной ловли и других видов отдыха.
Озеро Апо — главная достопримечательность в окрестностях Валенсии. Озеро окружено живописными холмами и горами, и не затронуто отрицательным влиянием цивилизации. Его размеры — 24 га, и наибольшая глубина — 85 футов. В окрестностях города расположены еще 8 пещер и ряд водопадов. Для туристов работают гостиницы и рестораны.